# Set List: Greatest Songs 2006-2007
Set List: Greatest Songs 2006-2007 é o primeiro disco de estúdio do AKB48, lançado oficialmente em 01 de Janeiro de 2008 pela DefSTAR Records, e relançado em 14 de Julho de 2010 com o nome "Set List: Greatest Songs Kanzenban". O AKB48 já havia lançado 6 singles antes deste álbum full-length, mas esta é uma coletânea com as músicas que elas interpretaram no AKB48 Theater.
A edição original de 2008 traz todos os singles lançados entre "Sakura no Hanabiratachi" e "Yuuhi o Miteiru ka?", além dos coupling songs e algumas músicas de stages, como "Korogaru Ishi ni Nare" (Team K). As faixas 14 a 33 são as versões de "Aitakatta" interpretadas por 20 integrantes, uma em cada faixa, cantando a parte final da música sem o instrumental.
Na reedição de 2010, foram incluídas mais 4 músicas, os dois singles "Romance, Irane" e "Sakura no Hanabiratachi 2008", além das duas músicas inéditas: "Seventeen" e "Anata ga Ite Kureta Kara".

## Edição Normal
Todas as faixas escritas e compostas por Yasushi Akimoto. 
| N.º | Título                                                    | Duração |  |
| 1.  | "Aitakatta (会いたかった)"                                | 3:47    |  |
| 2.  | "Bingo!"                                                  | 4:10    |  |
| 3.  | "Yūhi o Miteiru ka? (夕陽を見ているか?)"                  | 4:56    |  |
| 4.  | "Boku no Taiyō (僕の太陽)"                                | 4:53    |  |
| 5.  | "Mirai no Kajitsu (未来の果実)"                           | 4:54    |  |
| 6.  | "Dear My Teacher" (Team A)                                | 4:22    |  |
| 7.  | "Skirt, Hirari (スカート、ひらり)" (Album Mix)            | 4:02    |  |
| 8.  | "Seifuku ga Jama o Suru (制服が邪魔をする)"               | 4:45    |  |
| 9.  | "Virgin Love"                                             | 4:11    |  |
| 10. | "Keibetsu Shiteita Aijō (軽蔑していた愛情)"               | 4:17    |  |
| 11. | "Tanjōbi no Yoru (誕生日の夜)" (Team A)                   | 4:53    |  |
| 12. | "Korogaru Ishi ni Nare (転がる石になれ)" (Team K)         | 4:00    |  |
| 13. | "Sakura no Hanabiratachi (桜の花びらたち)" (Original Mix) | 5:20    |  |
| 14. | "Aitakatta (Voice Tracks)"                                |         |  |

## Edição Limitada
Todas as faixas escritas e compostas por Yasushi Akimoto. 
| N.º | Título                                                    | Duração |  |
| 1.  | "Aitakatta (会いたかった)"                                | 3:47    |  |
| 2.  | "Bingo!"                                                  | 4:10    |  |
| 3.  | "Yūhi o Miteiru ka? (夕陽を見ているか?)"                  | 4:56    |  |
| 4.  | "Boku no Taiyō (僕の太陽)"                                | 4:53    |  |
| 5.  | "Mirai no Kajitsu (未来の果実)"                           | 4:54    |  |
| 6.  | "Dear My Teacher" (Team A)                                | 4:22    |  |
| 7.  | "Skirt, Hirari (スカート、ひらり)" (Album Mix)            | 4:02    |  |
| 8.  | "Seifuku ga Jama o Suru (制服が邪魔をする)"               | 4:45    |  |
| 9.  | "Virgin Love"                                             | 4:11    |  |
| 10. | "Keibetsu Shiteita Aijō (軽蔑していた愛情)"               | 4:17    |  |
| 11. | "Tanjōbi no Yoru (誕生日の夜)" (Team A)                   | 4:53    |  |
| 12. | "Korogaru Ishi ni Nare (転がる石になれ)" (Team K)         | 4:00    |  |
| 13. | "Sakura no Hanabiratachi (桜の花びらたち)" (Original Mix) | 5:20    |  |

DVD
1. "Yūhi o Miteiru ka?" (夕陽を見ているか?) (Video Clip)
2. Making of "Yūhi o Miteiru ka?" (夕陽を見ているか?)
3. "Kibun wa Chotto, Oshōgatsu" (気分はちょっと、お正月・・・。)

## Kanzenban
Todas as faixas escritas e compostas por Yasushi Akimoto. 
| N.º            | Título                                                    | Música          | Duração |  |
| 1.             | "Aitakatta (会いたかった)"                                | BOUNCEBACK      | 3:47    |  |
| 2.             | "Bingo!"                                                  | Hideki Naruse   | 4:10    |  |
| 3.             | "Yūhi o Miteiru ka? (夕陽を見ているか?)"                  | Mio Okada       | 4:56    |  |
| 4.             | "Boku no Taiyō (僕の太陽)"                                | Yoshimasa Inoue | 4:53    |  |
| 5.             | "Mirai no Kajitsu (未来の果実)"                           | Mio Okada       | 4:54    |  |
| 6.             | "Dear My Teacher" (Team A)                                | Mio Okada       | 4:22    |  |
| 7.             | "Skirt, Hirari (スカート、ひらり)" (Album Mix)            | Mio Okada       | 4:02    |  |
| 8.             | "Seifuku ga Jama o Suru (制服が邪魔をする)"               | Yoshimasa Inoue | 4:45    |  |
| 9.             | "Virgin Love" (Álbum Mix)                                 | Yoshimasa Inoue | 4:11    |  |
| 10.            | "Keibetsu Shiteita Aijō (軽蔑していた愛情)"               | Yoshimasa Inoue | 4:17    |  |
| 11.            | "Tanjōbi no Yoru (誕生日の夜)" (Team A)                   | Mio Okada       | 4:53    |  |
| 12.            | "Korogaru Ishi ni Nare (転がる石になれ)" (Team K)         | Yo Yamazaki     | 4:00    |  |
| 13.            | "Sakura no Hanabiratachi (桜の花びらたち)" (Original Mix) | Hiroshi Uesugi  | 5:20    |  |
| 14.            | "Romance, Irane (ロマンス、イラネ)"                       | Rie             | 4:42    |  |
| 15.            | "Sakura no Hanabiratachi 2008 (桜のはなびらたち 2008)"    | Hiroshi Uesugi  | 5:25    |  |
| 16.            | "Seventeen"                                               | Kota Ogawa      | 3:43    |  |
| 17.            | "Anata ga Ite Kureta Kara (あなたがいてくれたから)"       | Yo Yamazaki     | 6:58    |  |
| Duração total: | Duração total:                                            | Duração total:  | 1:19:30 |  |

## Aparições na Mídia
- Aitakatta: Música de abertura do AKBingo!. Foi interpretada ao vivo no 58º Kouhaku Utagassen (2008), no episódio 08 do AKB 0ji 59fun e na abertura do episódio 10 do AKB48 SHOW! (2013).
- Skirt, Hirari: Foi interpretada no Music Station (09/06/2006) sendo essa sua primeira aparição na TV. Também foi interpretada em dois episódios do AKBingo! (2009) e foi usada como música de fundo no Programa Amaury Jr. (2012) durante uma reportagem sobre as "Maids" em Akihabara.
- Boku no Taiyō: Foi usada na segunda abertura do anime Deltora Quest.
- Anata ga Ite Kureta Kara: Foi interpretada ao vivo no episódio 91 do AKBingo! e ainda é tocada nos shows em ocasiões de graduação de integrantes. Foi interpretada no concerto de 24/08/2012 em Tokyo Dome próximo a graduação da Atsuko Maeda. É a música mais longa do G48 até hoje, com 6 minutos e 58 segundos. Foi interpretado por Yuko Oshima em seu concerto de graduação realizado em 8 de Junho de 2014, no Ajinomoto Stadium. Em 7 de Junho de 2015, Rino Sashihara interpretou a musica como agradecimento aos fãs pelo primeiro lugar conquistado no "7º Senbatsu Sousenkyo".
- Sakura no Hanabiratachi: Foi interpretada em alguns episódios do AKB 1ji 59fun. Foi intepretada ao vivo durante a cerimônia de graduação da Atsuko Maeda (2012), e no encerramento do episódio 10 do AKB48 SHOW! (07/12/2013).
- Tanjoubi no Yoru: Era usada em stages de Seitansai até 2009, quando foi lançado o single Namida Surprise!.
- Seventeen: Interpretado pelo HKT48 no encerramento do episodio 07 do AKB48 SHOW! (16/11/2013).
- Virgin Love: Usado nos primeiros episódios do AKBingo! e a letra da música é bastante controversa por conter insinuação sexual.
- Yuuhi o Miteiru ka?: Interpretado no encerramento do episódio 81 do AKB48 SHOW! (01/08/2015) por Rina Kawaei, em sua última performance na TV. Rina se graduou do grupo em 4 de Agosto de 2015.
- Seifuku ga Jama o Suru: Intepretação pelo TEAM 8 na abertura do episódio 86 do AKB48 SHOW! (12/09/2015).
- Romance, Irane: Interpretado pelo TEAM 8 na abertura do episódio 92 do AKB48 SHOW! (07/11/2015).